# Резник, Яков Борисович
Яков Борисович Резник (1902, Оргеев, Кишинёвский уезд, Бессарабская губерния — 1979, Кишинёв) — советский учёный-медик, гигиенист, токсиколог, доктор медицинских наук (1938), профессор (1939). Заслуженный деятель науки Молдавской ССР (1972).

## Биография
Окончил Одесский медицинский институт в 1925 году. В 1925—1930 годах работал санитарным инспектором Горсанинспекции Одессы, в 1928—1930 годах — в аспирантуре при кафедре гигиены труда Одесского медицинского института, в 1930—1941 годах — ассистент, затем доцент и, наконец, заведующий кафедрой гигиены труда Одесского мединститута. В 1927—1930 годах вёл курс истории педагогики в еврейском секторе факультета социального воспитания одесского Института народного образования.
В 1941—1945 годах — заведующий кафедрой общей гигиены Самаркандского медицинского института. 
В 1945—1960 годах — вновь заведующий кафедрой гигиены труда Одесского медицинского института, до 1953 года также декан санитарно-гигиенического факультета. В 1960—1979 годах заведовал организованной им кафедрой общей гигиены Кишинёвского медицинского института.
Был первым председателем Молдавского республиканского научного общества гигиенистов, которое он основал в 1962 году. Основные научные труды в области гигиены труда в сельском хозяйстве, токсикологии пестицидов. Посмертно награждён премией Ф. Ф. Эрисмана АМН СССР (1982).

## Семья
- Жена — педиатр и ревматолог Полина Семёновна (Песя Шлёмовна) Соснова (1900, Звенигородка Киевской губернии — ?), заведующая кафедрой детских болезней Запорожского института усовершенствования врачей (1955—1958), затем кафедрой госпитальной и факультетской педиатрии Кишинёвского медицинского института (1960—1978).
  - Сын — педиатр Борис Яковлевич Резник (1929—1997), доктор медицинских наук (1964), действительный член Академии наук Украины (1992), профессор и заведующий кафедрой детских инфекционных болезней Донецкого медицинского института (1959—1972), заведующий кафедрой детских болезней педиатрического факультета Одесского мединститута (1972—1997); его имя носит одесская городская детская больница № 1[6].
    - Внук — Игорь Борисович Резник (род. 1952), доктор медицинских наук (1988), старший научный сотрудник Института педиатрии АМН СССР (1976—1993), заведующий отделом иммунологии Центра детской гематологии, онкологии и иммунологии Российской Федерации (1993—2003), старший врач отделения трансплантации костного мозга в медицинском центре Хадасса (с 2001), с 2007 года — профессор медицинского факультета Еврейского университета в Иерусалиме[7][8].

## Публикации
- Порядок найма рабочей силы и борьба с безработицей: Действующее законодательство по рынку труда в вопросах и ответах(с М. Э. Розенблитом). Одесса: БИП, 1926. — 45 с.; 4-е издание — там же, 1927. — 78 с.
- Что должна знать работница об охране женского труда. 2-е издание — Одесса: БИП, 1927. — 30 с.
- Спецпитание, сокращённый рабочий день и дополнительные отпуска на вредных работах: Справочник для профсоюзов, фабзавместкомов и администраций предприятий и учреждений. Одесса: БИП, 1928. — 64 с.
- Вопросы оздоровления труда: исследования вентустановок, нагревательных печей и изоляционных завес. Одесса: Институт труда ВЦСПС, 1935. — 170 с.
- Профилактика травматизма на полевых работах в сельскохозяйственном производстве. Одесса, 1954. — 28 с.
- Гигиена труда при работе с ядохимикатами. М.: Знание, 1966. — 31 с.
- Общая гигиена применения ядохимикатов в сельском хозяйстве. Кишинёв: Картя молдовеняскэ, 1969. — 227 с.
- Гигиена труда в садоводстве. Кишинёв: Штиинца, 1975. — 179 с.
- Гигиена труда в современном сельском хозяйстве. Под редакцией Я. Б. Резника. Кишинёв: Штиинца, 1978. — 150 с.